# Line Østvold
Line Lunde Østvold (ur. 7 listopada 1978 r. – zm. 19 września 2004 r.) – snowboardzistka norweska.
Była czołową zawodniczką świata w konkurencji boardcrossu (snowboardcross); zdobyła w tej specjalności Puchar Świata ISF (Międzynarodowej Federacji Snowboardu) w 2002. Startowała także w zawodach Pucharu Świata FIS (Międzynarodowej Federacji Narciarskiej) – wygrała zawody w Berchtesgaden w lutym 2004, zajęła 2. miejsce w Bardonecchia w marcu 2004. W sezonie 2003/2004 Pucharu Świata zajęła 12. miejsce w klasyfikacji snowcrossu. Nie startowała na mistrzostwach świata ani igrzyskach olimpijskich.
14 września 2004 r. odniosła śmiertelne obrażenia podczas treningu w Valle Nevado (Chile), krótko przed inauguracją kolejnego sezonu Pucharu Świata; zmarła nie odzyskawszy przytomności.

## Sukcesy

### Puchar Świata

#### Miejsca w klasyfikacji generalnej
- 2003/2004 – (12. miejsce w snowcrossie)

#### Miejsca na podium
1. Berchtesgaden – 7 lutego 2004 (snowcross) – 1. miejsce
2. Bardonecchia – 11 marca 2004 (snowcross) – 2. miejsce